# Внезапная потеря сверхпроводимости
Внезапная потеря сверхпроводимости, квенч (англ. quench) — явление, возникающее в сверхпроводящих электромагнитах, сопровождающееся спонтанным переходом витков электромагнита в обычное, несверхпроводящее состояние.

## Описание явления
Сверхпроводящие магниты применяются, например, в магнитно-резонансной томографии, или в качестве магнитов удержания плазмы в термоядерных реакторах синтеза. Охлаждённый проводник электромагнита находится в состоянии сверхпроводимости. Например, для ниобий-титановых или ниобий-оловянных сплавов температура перехода в сверхпроводящее состояние составляет 9,4 K или -264 °С. Это очень низкая температура. Единственный теплоноситель, способный оставаться в жидком виде при этой температуре, — гелий. Температура кипения гелия 4,2 K (-268,9 °C), поэтому запас устойчивости такой системы невелик.
Сто́ит в результате каких-либо причин локальному участку проводника нагреться всего на 5-6 градусов, гелий, обволакивающий этот участок, переходит из жидкой фазы в пар. Образуется паровой пузырь, объём которого примерно в 700 раз превышает локальную зону перегрева. Пузырь вытесняет теплоноситель. Остальные витки проводника оказываются без охлаждения. Они тоже нагреваются и теряют состояние сверхпроводимости. Процесс развивается лавинообразно. Катушка скачком приобретает омическое сопротивление.
Ток, циркулирующий в проводнике, начинает выделять джоулево тепло. Проводник нагревается до высоких температур, сравнимых с температурой плавления материала. Гелий, перейдя в газообразное состояние, увеличивает давление в полости теплоносителя в сотни раз. Это может привести к взрыву или выбросу гелия в окружающую среду.
Все эти факторы могут вывести из строя дорогостоящее оборудование, стать причиной травм или смерти находящихся рядом людей.
Например, 19 сентября 2008 года на Большом адронном коллайдере (всего через две недели после официального запуска) произошёл квенч с выбросом нескольких тонн гелия в туннель коллайдера. Коллайдер вышел из строя.

## Защита
Для защиты от квенча конструкторы применяют защитную автоматику:
- Во-первых, полость с жидким гелием оборудуется предохранительными клапанами, срабатывающими от высокого давления. На некоторых образцах оборудования вместо клапана используется аварийная разрывная мембрана.
- Во-вторых, кроме предохранительных клапанов или разрывных мембран предусматриваются резервуары значительного объема, куда поступает гелий из полости охлаждения. Ёмкость буферного резервуара рассчитывается так, чтобы давление гелия не превысило предела прочности корпуса магнита.
- В-третьих, применяются высокоскоростные коммутаторы, подключающие витки катушки электромагнита (при штатной работе замкнутые сами на себя) к гасящим резисторам защиты. Резисторы должны быстро, в течение нескольких секунд, рассеять энергию, запасенную в циркулирующем токе.